# Eulophoscotolinx
Eulophoscotolinx is een geslacht van vliesvleugeligen uit de familie Eulophidae. De wetenschappelijke naam van dit geslacht is voor het eerst geldig gepubliceerd in 1913 door Girault.

## Soorten
Het geslacht Eulophoscotolinx is monotypisch en omvat slechts de volgende soort:
- Eulophoscotolinx viridis Girault, 1913